# Агнєшка Осецька
Аґнєшка Осєцка (пол. Agnieszka Osiecka, 9 жовтня 1936, Варшава — 7 березня 1997, там же) — польська поетеса, автор віршів до численних пісень. Крім того, відома своїми творами в прозі, роботою над театральними та телевізійними спектаклями, а також журналістською роботою. Пісні на її слова стали класикою польської пісні.

## Біографія
Аґнєшка Осєцка народилася 9 жовтня 1936 р. у Варшаві в родині піаніста Віктора Осецького і Марії Штехман. З 1952 по 1956 роки навчалася на факультеті журналістики Варшавського університету, потім з 1957 по 1961 — у Вищій кінематографічній і театральній школі Лодзі. Починаючи з 1954 р. співпрацювала зі Студентським сатиричним театром (СТС); була членом ради театру аж до 1972 року.
У 1954—1957 роках публікувала свої вірші, прозу та репортажі в «Голосі узбережжя» (Głos Wybrzeża), «Новій культурі» (Nowa Kultura), «Прапорі млодих» (Sztandar Młodych) і «Просто» (Po prostu). Пізніше друкувалася також в «Літературі» (Literatura), «Культурі» (Kultura) і «Польщі» (Polska). Була членом Товариства польських письменників.
Протягом семи років Аґнєшка Осєцка була ведучою програми «Радіо-студія пісні» (Radiowe studio piosenki) на Польському радіо, в якій за цей час пролунало близько 500 пісень і яка стала «трампліном» для багатьох зірок польської естради.
З 1994 року Осєцка щільно співпрацювала з Театром Ательє в Сопоті, для якого написала свої останні твори і зонги, визнані критиками вершиною її творчості. Сьогодні цей театр носить ім'я Аґнєшка Осєцкої. Щорічно в театрі проходять півфінальні концерти конкурсу виконавців її пісень під назвою «Згадаймо про Осецьку» (Pamiętajmy o Osieckiej). Крім того, ім'я Аґнєшка Осєцкої носить студія радіостанції «III програма Польського радіо», у якій проводяться престижні концерти польських та зарубіжних зірок естради.
Померла від раку товстого кишечника 7 березня 1997 р. у Варшаві; похована у варшавському некрополі «Повонзки», ділянка 284b. Спадщиною Аґнєшка Осєцкої займається фонд, організований її дочкою, Аґатою Пассент («Agata Passent»). Нині фонд працює над виданням 14-томного «Великого пісняра Аґнєшки Осєцкої». У 1997 році на фестивалі польської пісні в Ополі Магда Умер (Magda Umer) представила публіці концерт-виставу «Зелено мені» (Zielono mi), поставлену за піснями Аґнєшка Осєцкої, участь у якій взяла плеяда зірок польської естради.
Посмертно нагороджена Командорським хрестом ордена Відродження Польщі.
У СРСР вірші Осєцкої стали досить відомими завдяки перекладам Булата Окуджави, з яким польська поетеса підтримувала дружні і творчі зв'язки.
Дочка Аґнєшка Осєцкої — Аґата Пассент (нар. 4 лютого 1973) — відома польська журналістка і діяч Єврейської релігійної громади у Варшаві.

## Творчість
Агнєшка Осецька казала, що її союз з піснею повинен був бути романом під час студентських канікул, а став подружжям на все життя. Плодом цього «шлюбу» стали 2000 пісень, виданих у збірниках:
- Жива реклама (Żywa reklama)
- Співаючі листи (Listy śpiewające)
- Штучний мед (Sztuczny miód)
- Співаючі піски (Śpiewające piaski)
- Сентименти (Sentymenty)
- За хвилину (Za chwilę) —

і багато інших.
Аґнєшка Осєцка писала тексти пісень для таких артистів, як:
- Анна Ґерман
- Мариля Родович
- Калина Ендрусик
- Магда Умер
- Северин Краєвський
- Анна Шалапак
- Христина Янда
- Ірена Сантор
- група «Скальди»

Найвідоміші пісні:

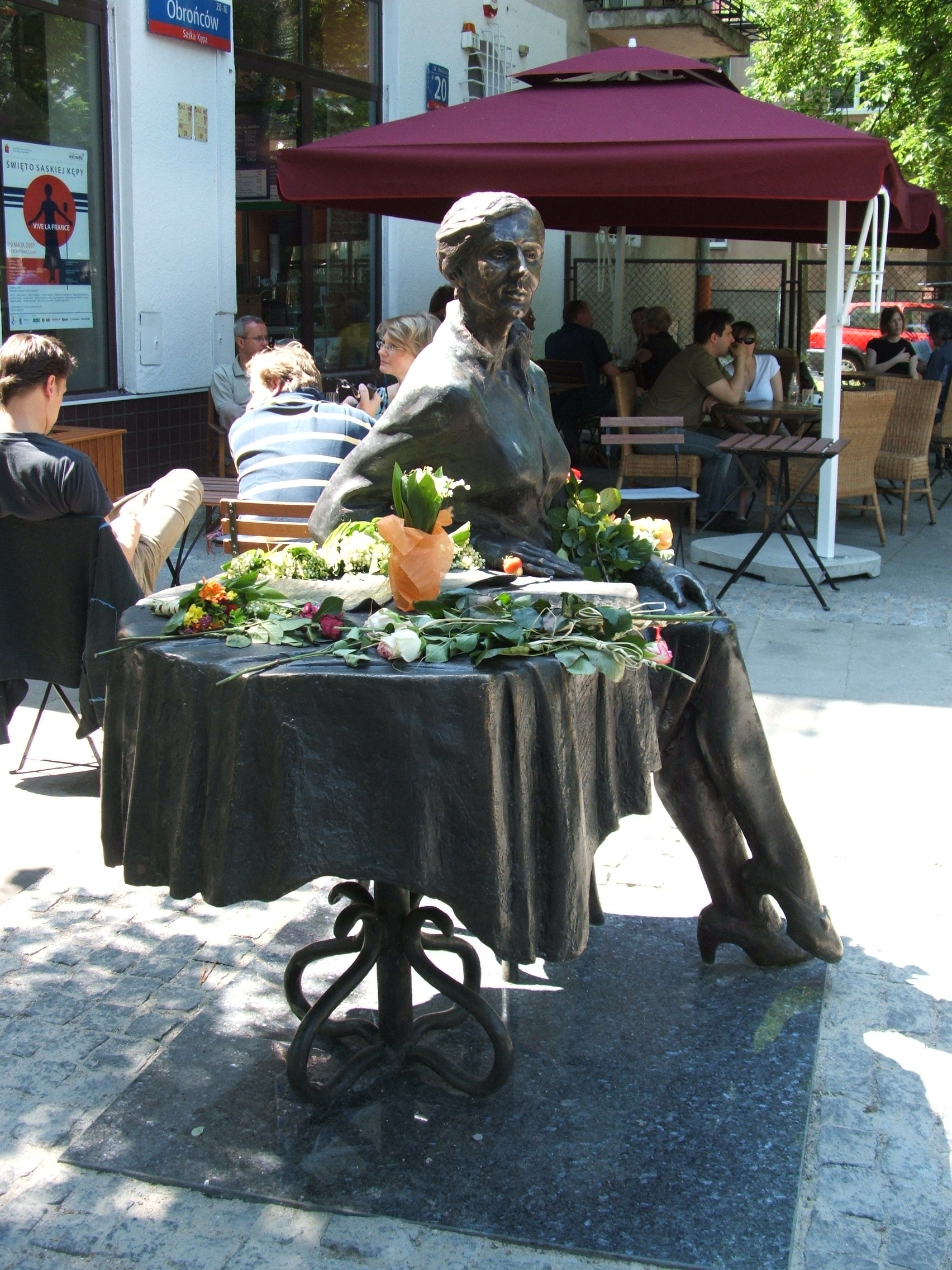
Пам'ятник Агнєшки Осецької на Французькій вулиці Варшави

- А я віддаю перевагу моїй мамі (A ja wolę moją mamę)
- Балада про танкістів (Ballada o pancernych), пісня з багатосерійного фільму «Чотири танкісти і пес».
- Вагонна балада (Ballada wagonowa)
- Боса-нова до подушки (Bossanova do poduszki)
- Цирк вночі (Cyrk nocą)
- Бути дамою (Damą być)
- Диявол і рай (Diabeł i raj)
- Немає тепер вже справжніх циган (Dziś prawdziwych Cyganów już nie ma)
- Кролик (Króliczek)
- Закохані з Кам'яної вулиці (Kochankowie z ulicy Kamiennej)
- Кому весільні діти (Komu weselne dzieci)
- Людський поговір (Ludzkie gadanie)
- Малгоська (Małgośka)
- Мій перший бал (Mój pierwszy bal)
- Говорила жартома (Mówiłam żartem)
- У всіх озерах — ти (Na całych jeziorach — ty)
- Немає нічого кращого від помпи (Nie ma jak pompa)
- Не будемо відпочивати (Nie spoczniemy)
- Хай живе бал (Niech żyje bal)
- Поки не зійде день (Nim wstanie dzień)
- Окулярники (Okularnicy)
- Польська мадонна (Polska Madonna)
- Сінг-сінг (Sing sing)
- Біжи, моє серце (Uciekaj moje serce)
- Зелено мені (Zielono mi)

Перекладала з російської та їдишу на польську. У тому числі переклала відому пісню «Містечко Белз» (пол. Miasteczko Bełz, їд. מאין שטעטל בעלז).